# Ferrovia Paulista SA

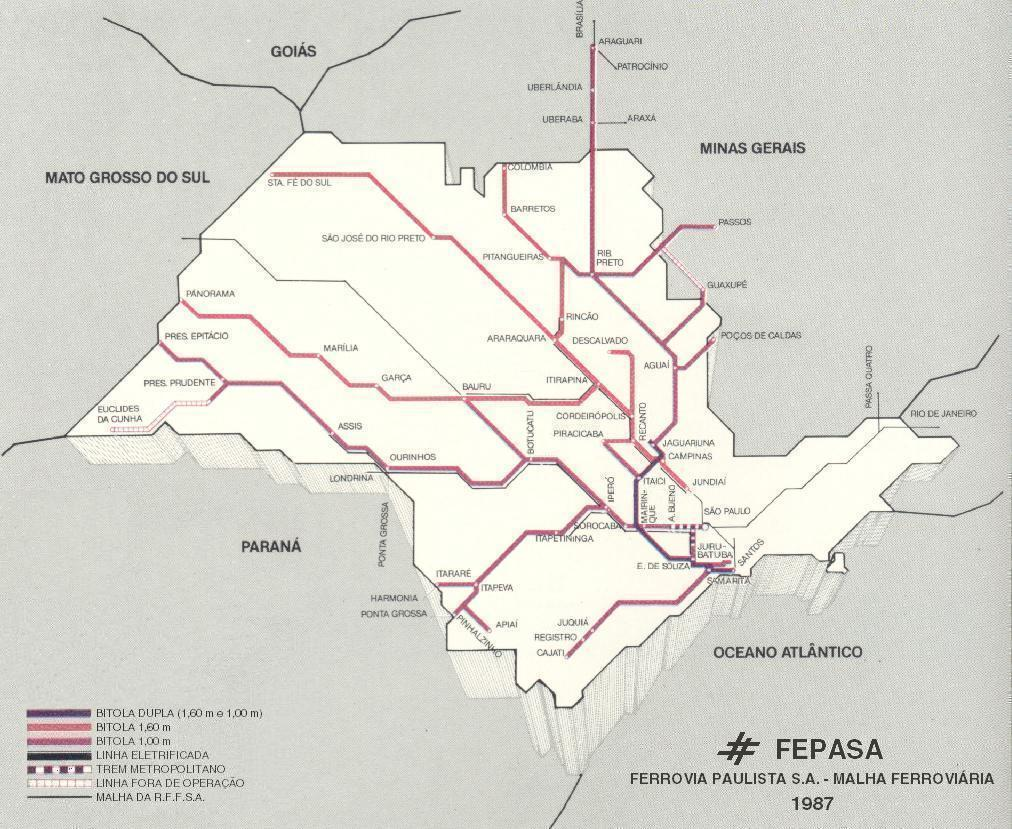
Streckennetz der FEPASA 1987

Die Ferrovia Paulista SA (FEPASA) war eine staatliche brasilianische Bahngesellschaft im Bundesstaat São Paulo. Das Streckennetz ging bis in den Bundesstaat Minas Gerais zum Ort Araguari sowie bis in den Bundesstaat Paraná zum Ort Sengés und wurde 1969 aus verschiedenen anderen Gesellschaften auf Initiative der Regierung des Bundesstaates São Paulo zusammengeführt. Das Streckennetz wurde später am 29. Mai 1998 in die staatliche Gesellschaft Rede Ferroviária Federal überführt und danach schrittweise privatisiert. Am 9. Dezember 1999 erhielt die private Bahngesellschaft América Latina Logística (ALL) nach einer Versteigerung die Konzession für den Betrieb aller FEPASA-Strecken.